# 핀란드의 부총리
내무부
핀란드의 부총리(핀란드어:  Suomen pääministerin sijainen 수오멘 패미니스테린 시야이넨[*])는 핀란드 국가평의회에 입각한 각료 중 하나로서 총리가 직무를 수행하지 못하게 되었을 때 그 대리를 맡게 되는 직책이다. 부총리는 전통적으로 내각 연정을 이루는 정당 중 두 번째로 큰 정당에서 골라 임명된다. 최근에는 부총리가 재무장관을 겸임하는 경우가 흔하다. 현임 부총리는 외무장관을 겸하고 있는 티모 소이니다.

## 핀란드의 역대 부총리
| 대수 (연임) | 성명                | 사진 | 임기          | 겸임         | 정당 | 정당              |
| ----------- | ------------------- | ---- | ------------- | ------------ | ---- | ----------------- |
| 1           | 요하네스 비롤라이넨 |      | 1957년        | 교육장관     |      | 농업동맹          |
| 2           | 닐스 메이난데르     |      | 1957년        | 재무장관     |      | 스웨덴 인민당     |
| 3           | 에사 카이틸라       |      | 1957년        | 상공장관     |      | 자유인민당        |
| 4           | 아레 시모넨         |      | 1957년        | 무임소장관   |      | 사회민주당        |
| 1 (2)       | 요하네스 비롤라이넨 |      | 1957년        | 외무장관     |      | 농업동맹          |
| 5           | 레이노 오이티넨     |      | 1957년–1958년 | 교육장관     |      | 사회민주당        |
| 6           | 튀네 레이보라르손   |      | 1958년        | 무임소장관   |      | 사회민주당        |
| 1 (3)       | 요하네스 비롤라이넨 |      | 1958년        | 외무장관     |      | 농업동맹          |
| 7           | 오니 힐투넨         |      | 1958년–1959년 | 무역산업장관 |      | 사회민주당        |
| 8           | 랄프 퇴른그렌       |      | 1959년–1961년 | 외무장관     |      | 스웨덴 인민당     |
| 9           | 에밀 루카           |      | 1961년        | 내무장관     |      | 농업동맹          |
| 10          | 카우노 클레몰라     |      | 1961년        | 교통장관     |      | 농업동맹          |
| 9 (2)       | 에밀 루카           |      | 1961년–1962년 | 내무장관     |      | 농업동맹          |
| 1 (4)       | 요하네스 비롤라이넨 |      | 1962년–1963년 | 농무장관     |      | 농업동맹          |
| 11          | 아르네 누오르발라   |      | 1963년–1964년 | 총리실장     |      | 무소속            |
| 5 (2)       | 레이노 오이티넨     |      | 1964년        | 교육장관     |      | 사회민주당        |
| 12          | 아흐티 카랼라이넨   |      | 1964년–1966년 | 외무장관     |      | 농업동맹 → 중앙당 |
| 5 (3)       | 레이노 오이티넨     |      | 1966년–1968년 | 교육장관     |      | 사회민주당        |
| 1 (4)       | 요하네스 비롤라이넨 |      | 1968년–1970년 | 교육장관     |      | 중앙당            |
| 13          | 패이비외 헤테매키   |      | 1970년        | 재무장관     |      | 국민연합당        |
| 14          | 베이코 헬레         |      | 1970년–1971년 | 노동장관     |      | 사회민주당        |
| 13 (2)      | 패이비외 헤테매키   |      | 1971년–1972년 | 재무장관     |      | 국민연합당        |
| 15          | 마우노 코이비스토   |      | 1972년        | 국립은행장   |      | 사회민주당        |
| 12 (2)      | 아흐티 카랼라이넨   |      | 1972년–1975년 | 외무장관     |      | 중앙당            |
| 16          | 올라비 마틸라       |      | 1975년        | 외무장관     |      | 중앙당            |
| 17          | 칼레비 소르사       |      | 1975년–1976년 | 외무장관     |      | 사회민주당        |
| 12 (3)      | 아흐티 카랼라이넨   |      | 1976년–1977년 | 총리실장     |      | 중앙당            |
| 1 (5)       | 요하네스 비롤라이넨 |      | 1977년–1979년 | 농무장관     |      | 중앙당            |
| 18          | 에이노 우시탈로     |      | 1979년–1982년 | 내무장관     |      | 중앙당            |
| 19          | 아흐티 페칼라       |      | 1982년–1983년 | 재무장관     |      | 중앙당            |
| 20          | 파보 배위뤼넨       |      | 1983년–1987년 | 외무장관     |      | 중앙당            |
| 17 (2)      | 칼레비 소르사       |      | 1987년–1989년 | 외무장관     |      | 사회민주당        |
| 21          | 페르티 파시오       |      | 1989년–1991년 | 외무장관     |      | 사회민주당        |
| 22          | 일카 카네르바       |      | 1991년        | 노동장관     |      | 국민연합당        |
| 23          | 페르티 살롤라이넨   |      | 1991년–1995년 | 무역장관     |      | 국민연합당        |
| 24          | 사울리 니니스퇴     |      | 1995년–2001년 | 재무장관     |      | 국민연합당        |
| 25          | 빌레 이탤래         |      | 2001년–2003년 | 내무장관     |      | 국민연합당        |
| 26          | 안티 칼리오매키     |      | 2003년–2005년 | 재무장관     |      | 사회민주당        |
| 27          | 에로 헤이낼루오마   |      | 2005년–2007년 | 재무장관     |      | 사회민주당        |
| 28          | 위르키 카타이넨     |      | 2007년–2011년 | 재무장관     |      | 국민연합당        |
| 30          | 유타 우르필라이넨   |      | 2011년–2014년 | 재무장관     |      | 사회민주당        |
| 31          | 안티 린네           |      | 2014년–2015년 | 재무장관     |      | 사회민주당        |
| 32          | 티모 소이니         |      | 2015년—현임   | 외무장관     |      | 핀인당 → 개혁당   |